# Hajfong
Hajfong (wiet. Hải Phòng) – miasto w północnej części Wietnamu, w delcie Rzeki Czerwonej, nad Zatoką Tonkińską. Ma status miasta wydzielonego. W 2019 roku liczyło 924,7 tys. mieszkańców.
Główny port morski Wietnamu i ośrodek przemysłowy (zakłady przemysłu maszynowego, stoczniowego, chemicznego, włókienniczego, tekstylnego i odzieżowego). Także ośrodek przemysłu budowlanego (m.in. duża fabryka cementu i stali) i spożywczego (przetwórstwo rybne). W mieście znajduje się również międzynarodowy port lotniczy i ważny kolejowy węzeł komunikacyjny.
| Miesiąc                                                            | Sty  | Lut  | Mar  | Kwi  | Maj  | Cze  | Lip  | Sie  | Wrz  | Paź  | Lis  | Gru  | Roczna |
| ------------------------------------------------------------------ | ---- | ---- | ---- | ---- | ---- | ---- | ---- | ---- | ---- | ---- | ---- | ---- | ------ |
| Średnie dobowe temperatury [°C]                                    | 16.3 | 16.7 | 19.2 | 22.9 | 26.5 | 28   | 28.4 | 27.8 | 26.8 | 24.5 | 21.3 | 18.1 | 23     |
| Średnie temperatury w nocy [°C]                                    | 14.2 | 14.9 | 17.5 | 21   | 24   | 25.4 | 25.9 | 25.2 | 24.2 | 21.8 | 18.6 | 15.5 | 20,7   |
| Opady [mm]                                                         | 26   | 29   | 49   | 93   | 202  | 247  | 226  | 359  | 253  | 155  | 39   | 20   | 1697   |
| Średnia liczba dni deszczowych                                     | 8    | 13   | 17   | 13   | 12   | 14   | 13.5 | 17   | 13   | 10   | 6    | 5    | 146    |
| Średnie usłonecznienie [h]                                         | 87   | 46   | 43   | 88   | 190  | 183  | 207  | 179  | 187  | 190  | 156  | 139  | 1693   |
| Źródło: Vietnam Institute for Building Science and Technology 2019 |      |      |      |      |      |      |      |      |      |      |      |      |        |